# Tancrea cornuformis
Attention à ne pas confondre avec Tancrea, un genre d'insectes lépidoptères de la sous-famille des Arctiinae
Genre
Espèce
Tancrea cornuformis Stockmans serait une espèce éteinte de fougères primitives appartenant à une famille indéterminée. Elle a été trouvée dans des sédiments du Dévonien supérieur (Famennien) de Belgique, datant d'il y a environ entre 365 et 361 Ma (millions d'années). Ses fossiles sont conservés dans les collections du musée de l'Institut royal des sciences naturelles de Belgique.
La validité de ce taxon, découvert en 1936 par François Stockmans puis décrit en 1948, n'est pas certaine,.
Le nom générique Tancrea est dédié au lieu-dit de sa découverte, Tancré (hameau  de Froibermont, commune d'Olne en Belgique), seul endroit au monde où il a été trouvé,.